# Aristotelisme
L'aristotelisme és un moviment filosòfic on els autors tenen com a fonament filosòfic el pensament d'Aristòtil, especialment a l'època medieval. Els islàmics havien conservat les obres d'Aristòtil, mentre que els cristians les desconeixien. El període de pau entre musulmans i cristians als segles xi i xii a la península Ibèrica, permetrà el desenvolupament de l'Escola de Traductors de Toledo, des d'on, entre d'altres, es traduiran les obres d'Aristòtil des de l'àrab al llatí. Això farà que el pensament d'Aristòtil vagi convertint-se de mica en mica en el centre filosòfic, i gràcies a St. Albert el Gran, i St. Tomàs d'Aquino, la nova visió d'Aristòtil acabarà convertint-se en la doctrina oficial de l'Església Catòlica com ho és encara avui en dia.

## Averrois
Averrois (1126-1198) serà el comentarista més important de l'obra d'Aristòtil dins de l'Islam, i serà la porta d'entrada d'Aristòtil a l'Europa del segle xii. El seu pensament és lliure de connotacions platòniques i accepta plenament el pensament d'Aristòtil amb tres novetats importants: L'univers és etern (no creat). Aristòtil no afirma l'existència de cap Demiürg, i, per tant, el món no és creat per Déu (Primer motor). L'Ànima és mortal, només és immortal l'Intel·lecte Agent, el qual no és individual. Existeix una doble veritat, la veritat de fe i la de raó, les quals poden ser perfectament incompatibles.
L'averroisme serà rebutjat, i els seus màxims representats perseguits, per això, les interpretacions que es faran posteriorment seran diferents de la seva visió, però, cal recordar que aquesta serà la porta d'entrada de l'aristotelisme a l'Europa Cristiana del segle xii.

## Sant Tomàs d'Aquino
Sant Tomàs d'Aquino (1225-1274) serà l'encarregat de convertir, juntament amb el seu mestre Sant Albert el Gran, la Filosofia d'Aristòtil al cristianisme, per això farà fora del seu pensament les tres característiques d'Averrois que feien Aristòtil incompatible amb el Cristianisme: Déu crea el món, l'Ànima és immortal, i les veritats de fe i raó han de coincidir. Però les dues qüestions més importants de la seva visió seran la separació entre essència i existència i les demostracions a posteriori de l'existència de Déu.